# Суперниці (фільм, 1985)
Про однойменний фільм див. Суперниці (фільм, 1929)
«Суперниці» (рос. Соперницы) — радянський художній фільм 1985 року, знятий на кіностудії «Ленфільм».

## Сюжет
Суперниця — це те, що у вас всередині. Не в сенсі, що ви і є ваша головна суперниця, а в сенсі, що вона точно така ж, як і ви, головне, перемогти суперницю всередині себе. Героїня фільму — молода талановита спортсменка Наталія Озерникова, пішовши за віком з плавання, стала займатися байдаркою-одинаком. Вона любить свою справу, присвячуючи їй багато годин виснажливих тренувань. Але на змаганнях їй ніяк не вдається піднятися вище другого місця. Наполеглива дівчина знаходить досить несподіваний спосіб позбутися репутації «вічно другої» і завоювати-таки золоту медаль в гонці…

## У ролях
- Лариса Гузєєва — Наталія Миколаївна Озерникова, студентка інституту фізичної культури і спорту
- Юрій Демич — Олександр Андрійович Буланов, жіночий тренер з веслування на байдарках
- Олег Штефанко — Сергій Миколайович Дроздов, друг і тренер Наталії з віндсерфінгу, майстер спорту
- Вікторія Садовська — Маша Воронцова, дівчина зі спортивної школи, нова підопічна тренера Буланова
- Борис Зайденберг — Василь Васильович Паршин, чиновник зі Спорткомітету
- Георгій Віцин — Іван Степанович, дід Наталії, проживає у моря біля Сочі
- Петро Шелохонов — Семенович, чиновник зі Спорткомітету
- Костянтин Адашевський — дядько Федя, сторож на базі водних видів спорту інституту фізичної культури
- Микола Боярський — Сергій Павлович, тренер спортивної школи, був першим тренером Наталії та Маші (озвучив Олександр Суснін)
- Андрій Данилов — Костик
- Євгенія Уралова — мати Наташі, вагоновожата
- Шерхан Абілов — тренер
- Петро Чевельча — фотожурналіст

## Знімальна група
- Режисер — Віктор Садовський
- Сценаристи — Валентин Єжов, Віктор Садовський
- Оператор — Віктор Карасьов
- Композитор — Владлен Чистяков
- Художник — Борис Бурмістров